# Годовик
Годовик је насеље у Србији у општини Пожега у Златиборском округу. Према попису из 2022. било је 179 становника.
Овде се налазе Црква Светог Ђорђа и Црква Светог Илије у Годовику.

## Демографија
У насељу Годовик живи 245 пунолетних становника, а просечна старост становништва износи 49,5 година (48,0 код мушкараца и 50,9 код жена). У насељу има 107 домаћинстава, а просечан број чланова по домаћинству је 2,70.
Ово насеље је великим делом насељено Србима (према попису из 2002. године), а у последња три пописа, примећен је пад у броју становника.
|  |

| Демографија | Демографија | Демографија |
| Година      | Становника  | Становника  |
| ----------- | ----------- | ----------- |
| 1948.       | 655         |             |
| 1953.       | 644         |             |
| 1961.       | 576         |             |
| 1971.       | 471         |             |
| 1981.       | 436         |             |
| 1991.       | 326         | 326         |
| 2002.       | 289         | 313         |

| Етнички састав према попису из 2002.‍ | Етнички састав према попису из 2002.‍ | Етнички састав према попису из 2002.‍ | Етнички састав према попису из 2002.‍ | Етнички састав према попису из 2002.‍ |
| ------------------------------------ | ------------------------------------ | ------------------------------------ | ------------------------------------ | ------------------------------------ |
|                                      |                                      |                                      |                                      |                                      |
| Срби                                 | Срби                                 |                                      | 283                                  | 97,92%                               |
| Југословени                          | Југословени                          |                                      | 2                                    | 0,69%                                |
| Црногорци                            | Црногорци                            |                                      | 1                                    | 0,34%                                |
| непознато                            | непознато                            |                                      | 1                                    | 0,34%                                |

| Година пописа     | 1948. | 1953. | 1961. | 1971. | 1981. | 1991. | 2002. |
| ----------------- | ----- | ----- | ----- | ----- | ----- | ----- | ----- |
| Број домаћинстава | 135   | 143   | 141   | 131   | 138   | 116   | 107   |

| Број чланова      | 1  | 2  | 3  | 4  | 5  | 6 | 7 | 8 | 9 | 10 и више | Просек |
| ----------------- | -- | -- | -- | -- | -- | - | - | - | - | --------- | ------ |
| Број домаћинстава | 31 | 28 | 19 | 10 | 11 | 7 | 0 | 1 | 0 | 0         | 2,70   |

| Пол    | Укупно | Неожењен/Неудата | Ожењен/Удата | Удовац/Удовица | Разведен/Разведена | Непознато |
| ------ | ------ | ---------------- | ------------ | -------------- | ------------------ | --------- |
| Мушки  | 121    | 31               | 79           | 9              | 2                  | 0         |
| Женски | 135    | 22               | 80           | 29             | 4                  | 0         |
| УКУПНО | 256    | 53               | 159          | 38             | 6                  | 0         |

| Пол    | Укупно                    | Пољопривреда, лов и шумарство | Рибарство                            | Вађење руде и камена | Прерађивачка индустрија       |
| ------ | ------------------------- | ----------------------------- | ------------------------------------ | -------------------- | ----------------------------- |
| Мушки  | 55                        | 17                            | 0                                    | 0                    | 17                            |
| Женски | 41                        | 16                            | 0                                    | 0                    | 11                            |
| УКУПНО | 96                        | 33                            | 0                                    | 0                    | 28                            |
| Пол    | Производња и снабдевање   | Грађевинарство                | Трговина                             | Хотели и ресторани   | Саобраћај, складиштење и везе |
| Мушки  | 3                         | 2                             | 3                                    | 0                    | 8                             |
| Женски | 0                         | 0                             | 5                                    | 0                    | 1                             |
| УКУПНО | 3                         | 2                             | 8                                    | 0                    | 9                             |
| Пол    | Финансијско посредовање   | Некретнине                    | Државна управа и одбрана             | Образовање           | Здравствени и социјални рад   |
| Мушки  | 0                         | 1                             | 1                                    | 0                    | 0                             |
| Женски | 2                         | 1                             | 0                                    | 1                    | 3                             |
| УКУПНО | 2                         | 2                             | 1                                    | 1                    | 3                             |
| Пол    | Остале услужне активности | Приватна домаћинства          | Екстериторијалне организације и тела | Непознато            | Непознато                     |
| Мушки  | 1                         | 0                             | 0                                    | 2                    | 2                             |
| Женски | 0                         | 0                             | 0                                    | 1                    | 1                             |
| УКУПНО | 1                         | 0                             | 0                                    | 3                    | 3                             |